# Hans Hass Award
Der Hans Hass Award wird seit dem Jahr 2003 von der Historical Diving Society (USA) und dem Hans Hass Institut (DE) an herausragende Persönlichkeiten, die sich um die Erforschung sowie dem Schutz und Erhalt der Meere kümmern, verliehen. Der undotierte Ehrenpreis ist benannt nach dem Tauchpionier und Meeresforscher Hans Hass.
Von 2013 bis 2022 wurde der Preis von dem Schweizer Hersteller von Tauchuhren, Blancpain, gesponsert und hieß Hans Hass Fifty Fathoms Award. Von 2019 bis 2022 wurde der Preis aufgrund der Corona-Pandemie nicht verliehen.

## Preisträger
- 2003: Ernie Brooks II (USA), Unterwasserfotograf
- 2004: James Cameron (USA), Taucher und Filmproduzent
- 2005: Daniel Mercier (Frankreich), Unterwasserfilmer und -fotograf
- 2006: Stan Waterman (USA), Unterwasserfilmer und -fotograf
- 2007: Bev Morgan (USA), Tauchgerätehersteller
- 2010: Sylvia Earle (USA), Meeresforscherin
- 2013: Laurent Ballesta (Frankreich), Forschungstaucher und Unterwasserfilmer
- 2014: Weicheng Cui (China), Meeresforscher und Konstrukteur des Jiaolong
- 2016: Howard Hall und Michele Hall (USA), Unterwasserfilmer
- 2018: Franz Brümmer (Deutschland), Wissenschaftler und Präsident des Verbandes Deutscher Sporttaucher VDST.
- 2023: Victor Vescovo (USA) und Patrick Lahey (USA), Tieftauchbootpilot und -konstrukteur
- 2024: David Doubilet und Jennifer Hayes (USA), Unterwasserfotografen